# Cantone di Pange
Il Cantone di Pange era una divisione amministrativa dell'arrondissement di Metz-Campagne..
È stato soppresso a seguito della riforma complessiva dei cantoni del 2014, che è entrata in vigore con le elezioni dipartimentali del 2015.
Comprendeva i comuni di:
- Ancerville
- Ars-Laquenexy
- Aube
- Bazoncourt
- Béchy
- Beux
- Chanville
- Coincy
- Colligny
- Courcelles-Chaussy
- Courcelles-sur-Nied
- Flocourt
- Laquenexy
- Lemud
- Luppy
- Maizeroy
- Maizery
- Marsilly
- Montoy-Flanville
- Ogy
- Pange
- Raville
- Rémilly
- Retonfey
- Sanry-sur-Nied
- Servigny-lès-Raville
- Silly-sur-Nied
- Sorbey
- Thimonville
- Tragny
- Villers-Stoncourt